# Accord de libre-échange entre le Japon et l'Inde
L'accord de libre-échange entre le Japon et l'Inde ou accords de partenariat économique entre le Japon et l'Inde (CEPA) est un accord de libre-échange signé le 16 février 2011 et qui est entré en application le 1er août 2011. Les négociations pour cet accord ont commencé en 2007.
Il porte sur une réduction des droits de douane sur près de 90 % des types de marchandises échangés entre les deux pays. L'accord porte par exemple sur les pièces automobiles mais pas sur les véhicules assemblés, de plus plusieurs denrées agricoles importantes comme le riz, le lait, le blé ne sont également pas concernées.
En juin 2023, The Economic Times, un journal économique indien montre la faible augmentation des exportations indiennes vers le Japon à la suite de cet accord, expliqué par des barrières non-tarifaires à l'entrée ou encore la non-focalisation des exportateurs indiens vers le Japon.